# Вулиця Генерала Удовиченка
Ву́лиця Генерала Удовиченка — вулиця в Київському районі міста Харків, місцевість Велика Данилівка. Пролягає від Велико-Данилівського мосту до E40.
Прилучаються провулки: Вільного Козацтва, 1-й Басейний, Шкільний, Прохолодний, Вчительський, Георгіївський, вулиці: Січових Стрільців, Колосиста, Горянська, Юрія Кнорозова, Народовладдя, Решетея, Острогозька, Максима Рильського.

## Історія

### Перейменування
З метою забезпечення виконання закону України про «засудження Комуністичного та націонал-соціалістичного (нацистського) тоталітарних режимів в Україні», відповідно до статті 3 закону України про «Присвоєння юридичним особам та об'єктам права власності імен або псевдонімів фізичних осіб», на підставі рішення Робочої групи із забезпечення реалізації в Харківській області закону України про «засудження Комуністичного та націонал-соціалістичного (нацистського) тоталітарних режимів в Україні», від 12 травня 2016 року, враховуючи пропозиції громадськості та науковців. І вже 17 травня 2016 року в Харкові перейменували вулицю Паризької Комуни на вулицю Генерала Удовиченка. Відповідне рішення було прийнято депутатами під час чергової сесії міської ради. Назву вулиці на честь Олександра Удовиченка запропонувала топонімічна комісія.